# Abderrahman Rebbach
Abderrahman Rebbach, né le 11 août 1998 à Blida en Algérie, est un footballeur algérien. Il évolue au poste d'ailier gauche au Deportivo Alavés.

## Biographie
Né à Blida en Algérie, Abde déménage à Vitoria-Gasteiz au Pays basque à l'âge de 12 ans.
Il a joué pour le SD Iru-Bat Santa Lucía, le CD Ariznabarra et le CD Aurrerá étant jeune, et a fait ses débuts en équipe senior avec ce dernier lors de la saison 2017-18, en troisième division espagnole.
En 2018, Abde rejoint l'équipe affiliée au Deportivo Alavés, le Club de San Ignacio qui évolue en quatrième division. Le 18 août 2020, il a été affecté à la réserve de la Segunda División du Deportivo Alavés.
Le 25 mai 2022, après avoir marqué 16 buts pour l'équipe B lors de la saison précédente, Abde signe un contrat de deux ans et a été définitivement promu dans l'équipe première de la Segunda División.
Il fait ses débuts professionnels le 13 août, en entrant en jeu en deuxième mi-temps pour remplacer Xeber Alkain lors d'une victoire 2-1 à l'extérieur contre le CD Leganés.
Abde marque son premier but professionnel le 3 septembre 2022, lors d'un match nul 1-1 à domicile contre l'UD Las Palmas.

## Statistiques

### En club
| Saison                | Club                  | Championnat           | Championnat | Championnat | Championnat | Coupe(s) nationale(s) | Coupe(s) nationale(s) | Coupe(s) nationale(s) | Total | Total | Total |
| Saison                | Club                  | Division              | M.          | B.          | P.d.        | M.                    | B.                    | P.d.                  | M.    | B.    | P.d.  |
| 2022-2023             | Deportivo Alavés      | La Liga 2             | 22          | 3           | 2           | 3                     | 0                     | 0                     | 25    | 3     | 2     |
| 2023-2024             | Deportivo Alavés      | Liga                  | 23          | 1           | 0           | 3                     | 2                     | 2                     | 26    | 3     | 2     |
| 2024-2025             | Deportivo Alavés      | Liga                  | 8           | 0           | 0           | 2                     | 0                     | 0                     | 10    | 0     | 0     |
| 2025-2026             | Deportivo Alavés      | Liga                  | 1           | 0           | 0           | -                     | -                     | -                     | 1     | 0     | 0     |
| Sous-total            | Sous-total            | Sous-total            | 54          | 4           | 2           | 8                     | 2                     | 2                     | 62    | 6     | 4     |
| 2024-2025             | Grenade CF (prêt)     | La Liga 2             | 19          | 3           | 2           | -                     | -                     | -                     | 19    | 3     | 2     |
| Total sur la carrière | Total sur la carrière | Total sur la carrière | 73          | 7           | 4           | 8                     | 2                     | 2                     | 81    | 9     | 6     |